# فلاديمير شوخوف
فلاديمير شوخوف (بالروسية: Владимир Григорьевич Шухов؛ 1853 - 1939) عالم ومعماري ومهندس روسي، تشتهر أعماله الرائدة بالأساليب الجديدة لتحليل الهندسة الهيكلية والتي أدت إلى اختراقات في التصميم الصناعي في هياكل السطح الزائد الأولى في العالم، هياكل الشد، خزانات النفط وخطوط الأنابيب والسفن والمراكب. وإلى جانب الابتكارات التي جاء بها إلى صناعة النفط وبناء العديد من الجسور والمباني، كان شوخوف مخترع لمجموعة جديدة من الأشكال المنحنية على نحو مضاعف للهيكلية. وتعرف هذه الأشكال، على أساس الهندسة الزائدية غير الإقليدية. لم يضع شوخوف أصناف كثيرة من أبراج السطح الزائد خفيفة الوزن ونظم السقف فحسب، ولكن أيضا وضع الكثير من التحليلات الرياضية. واشتهر شوخوف خاصة بتصاميمه الأصلية من أبراج السطح زائد مثل برج شوخوف. كما يعود اليه الفضل في تصميم هياكل انشائية جديدة واشكال معمارية بصورة هياكل معدنية شبكية ومجسمات زائدة. كما صمم شبكات اسالة المياه الضخمة للمدن الكبيرة، وصمم الناقلات والعبارات النهرية ذات المقاطع المنفصلة.

## السيرة الشخصية
ولد فلاديمير شوخوف عام 1853 في غرايفورون بمقاطعة بيلغورود الروسية. وعندما انتقل الأب للعمل في وارشو بقي فلاديمير في بطرسبورغ حيث واصل الدراسة وبدأ منذ سن 13 عاما يكسب رزقه بتقديم الدروس الخصوصية. وفي عام 1876 تخرج بامتياز من الكلية التكنولوجية الامبراطورية بموسكو وارسل إلى الولايات المتحدة للتدريب لمدة سنة واحدة. وكانت مهنته الاصلية تصميم وبناء اوائل خطوط انابيب النفط في روسيا ووضع الأسس النظرية والتطبيقية لها، ومارس شوخوف أعمال اختراع وصنع وتطوير معدات صناعة النفط وبناء مستودعات النفط والغاز وابتكار اسلوب استخراج النفط بضغط الهواء والتقطير الاتلافي للنفط وتصميم وبناء مصانع تكرير النفط.
توفي فلاديمير شوخوف في عام 1939 ووري التراب في مقبرة نوفو ديفيتشه بموسكو.

## أعماله

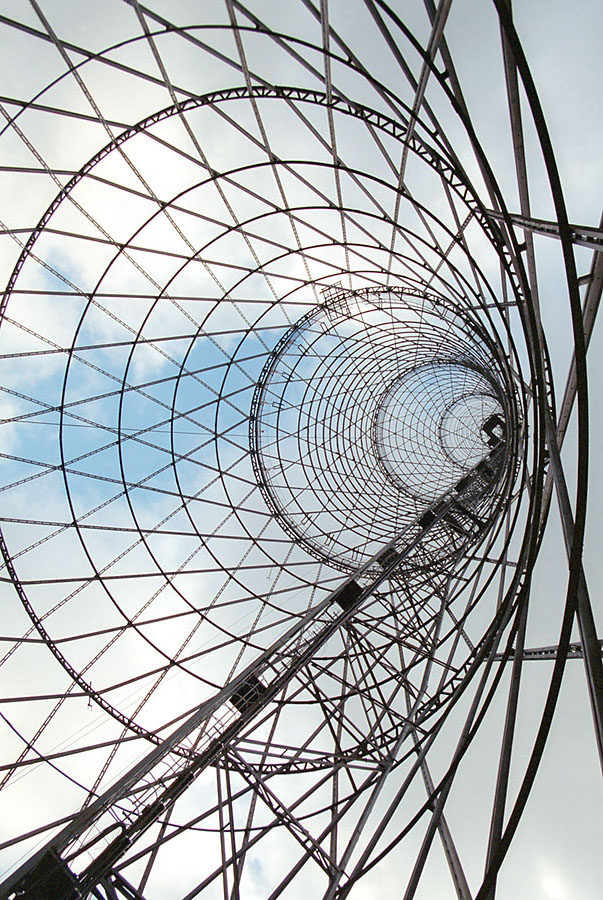
برج شوخوف في موسكو.

يعتبر شوخوف أول من ابتكر استخدام الهياكل المعدنية بشكل مجسم زائدي في البناء. وشيد أول برج من هذا الصنف في نيجني نوفغوغورود في عام 1896. ويعتبر هذا المهندس أول من استخدم هذا الاسلوب في بناء الأبراج والسقوف المعدنية المتشابكة ومنها في محطة قطار كييفسكي وأول برج للإذاعة والتلفزيون بموسكو. وبنى في المعرض الصناعي والفني لعموم روسيا في عام 1896 بمدينة نوفغوورود ثمانية اجنحة بسقوف معدنية متشابكة. علما ان شوخوف كان أول من ابتكر هذا الاسلوب في بناء السقوف في المباني العامة والمصانع وابراج اسالة الماء والمنارات البحرية وصواري السفن الحربية واعمدة اسلاك نقل الكهرباء. كما ابتكر عدة اصناف من الألغام البحرية ومنصات المدافع الثقيلة.
وابتكر شوخوف الهياكل القوسية المعدنية للسقوف الزجاجية في أكبر متجرين بموسكو هما (غوم) في الساحة الحمراء و «بتروفسكي باساج» وفي متحف بوشكين للفنون التشكيلية ومبنى البريد المركزي. وفي الفترة من 1896 إلى 1930 بني بتصاميم شوخوف أكثر من 200 برج بهيئة مجسم زائدي من العوارض المعدنية وبقي منها حتى اليوم 20 برجا. وبرز عندئذ كمهندس معماري عبقري ويعتبر برج الاذاعة والتلفزيون بموسكو الذي شيد في عام 1922 واستخدم في البداية في البث الاذاعي (1922) ومن ثم التلفزيوني (1939) حتى اليوم من روائع الفن المعماري الحديث. وكان آخر عمل انجزه شوخوف هو إعادة منارة مدرسة اولوغ بيك الإسلامية العريقة في سمرقند التي مالت بسبب الزلازل إلى وضعها المعتدل باستخدام تقنية ابتكرها شوخوف.